# Kido Takayoshi

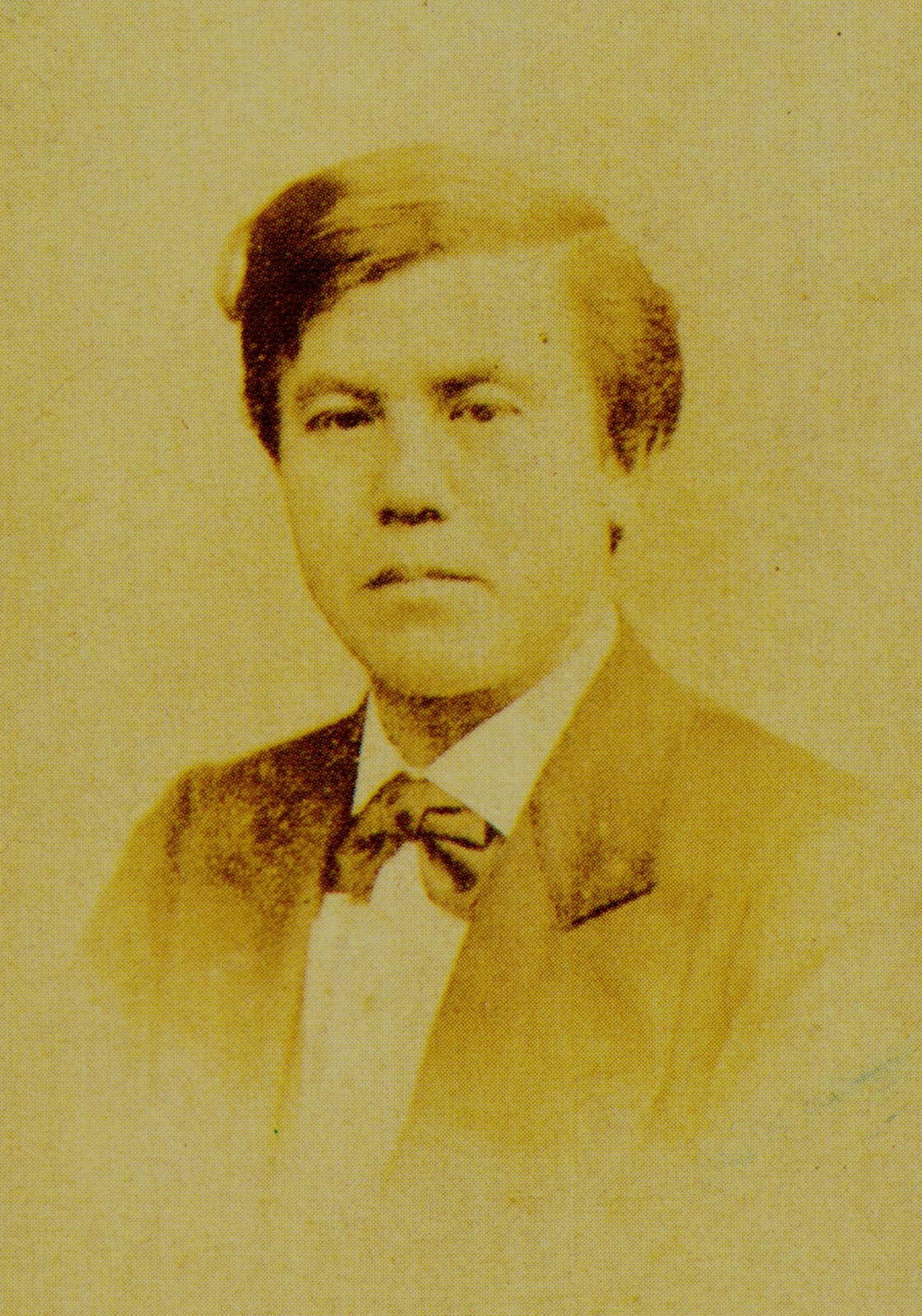
Kido Takayoshi, London 1873

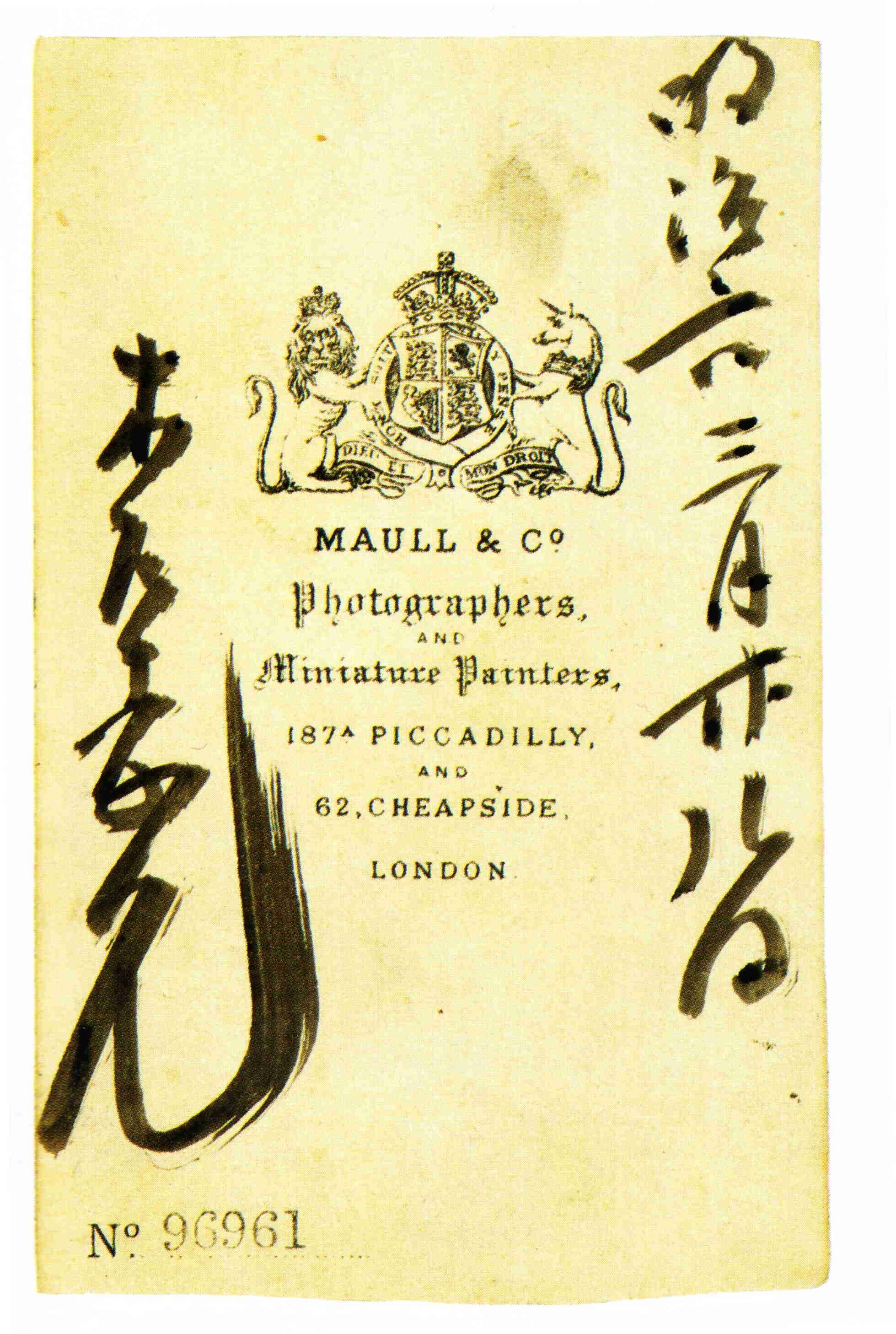
Rückseite des London-Fotos
mit Kidos Signatur

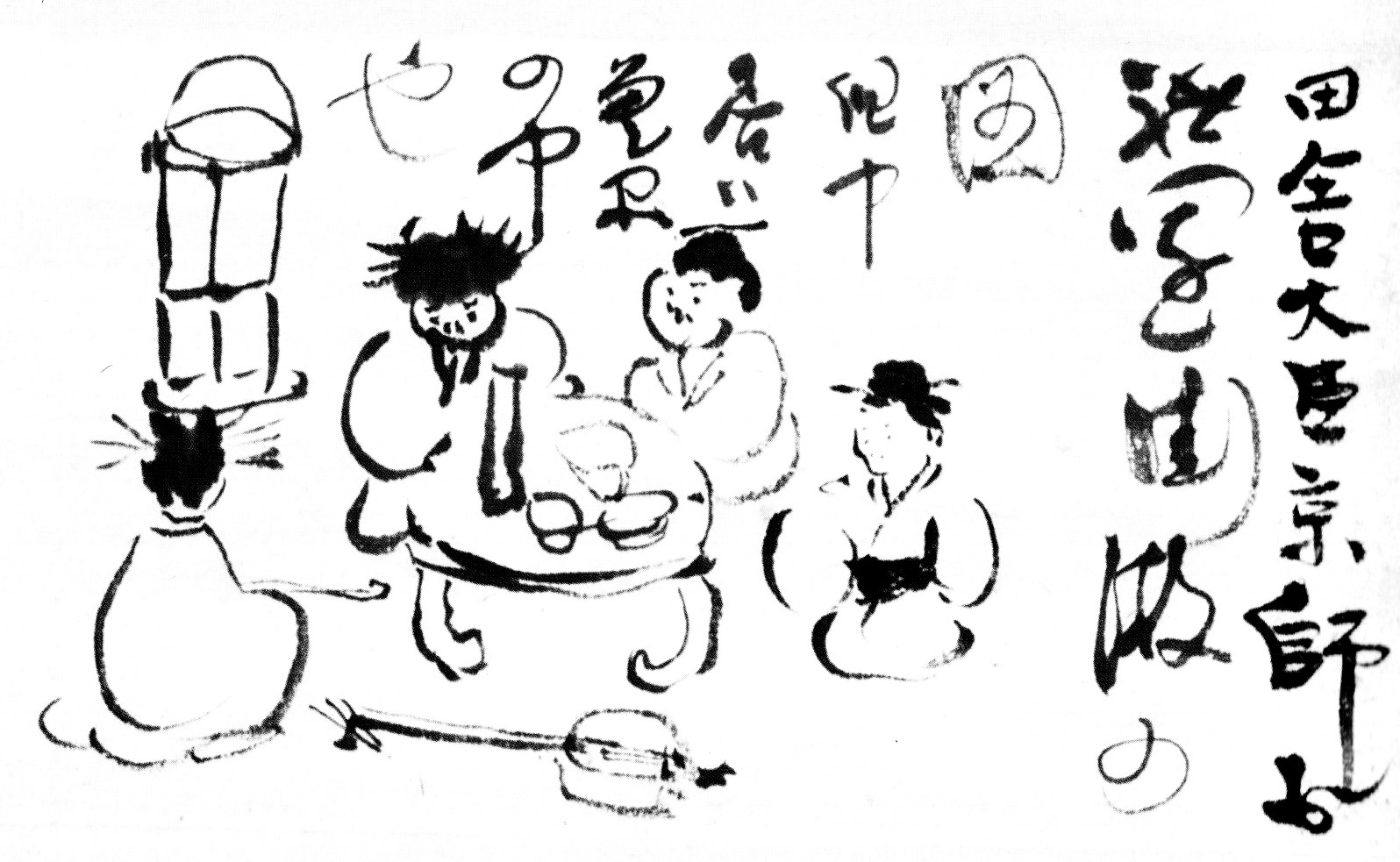
Kido als „Minister vom Lande“

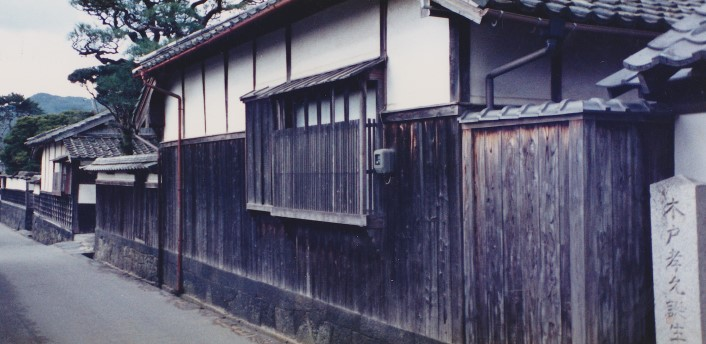
Kidos Geburtshaus in Hagi

Kido Takayoshi (japanisch 木戸 孝允; * 11. August 1833 in Hagi; † 26. Mai 1877), aus dem Lehen (Han) Chōshū stammend, gehörte mit Saigō Takamori und Ōkubo Toshimichi zu den „Drei Großen der Meiji-Restauration“ (維新の三傑, Ishin no Sanketsu).

## Leben und Wirken
Kido, Mitglied einer Samurai-Familie im Chōshū-han, hieß ursprünglich Katsura Kogorō (桂 小五郎). Er studierte bei Yoshida Shōin und hielt nach einem kurzen Aufenthalt in Edo wichtige Posten in seinem Han. Er war einer der führenden Kräfte in der Anti-Bakufu-Bewegung, verhandelte u. a. mit Thomas Glover, dem schottischen Kaufmann in Nagasaki, wegen Waffenlieferungen und fungierte als Vertreter Chōshūs bei den Verhandlungen über ein gemeinsames Vorgehen mit dem Lehen Satsuma-han.
Nach der Meiji-Restauration bekleidete Kido wichtige Posten in der neuen Regierung und war ab 1871 Staatsrat (参議, Sangi) in der Exekutive (太政官, Dajōkan). Er wirkte mit bei der Abfassung des „Eides in Fünf Artikeln“ (五箇条の御誓文, Gokajō no Goseimon) und engagierte sich für eine umfassende Ausbildung und Erziehung, für die Abschaffung der Lehen (Han) und für einen starken Zentralstaat.
Kido befürwortete zunächst eine Invasion in Korea (征韓論, Seikanron), aber nach seiner Teilnahme an der Iwakura-Mission entschied er sich dagegen zu Gunsten einer Bündelung der Kräfte für den Aufbau zu Hause. 1874 wurde er Kultus- und Innenminister (damals monbu- & naimu-kyō) und organisierte die erste chihōkan kaigi (地方官会議, etwa „Regionalbeamtenkonferenz“; vgl. Zenkoku Chijikai), die im Kaiserreich die Gouverneure aller Präfekturen versammelte. Noch im gleichen Jahr zurück trat er aber aus Opposition zur Formosa-Expedition (征台の役, Seitai no eki) zurück. Er war nach Abschluss der „Ōsaka-Konferenz“ (大阪会議, Ōsaka kaigi), war wieder als Staatsrat der Regierung tätig, schied aber 1876 wegen Krankheit aus. Mit seinem Tod 1877 verlor die Regierung einen fortschrittlichen und besonnenen Politiker. Seine humorvolle Seite zeigt sich in einer Skizze, auf der er sich, in Kyoto umgeben von Geishas, als „Minister vom Lande“ (田舎大臣, inaka daijin) darstellt.
Kidos Tagebücher, auch ins Englische übersetzt, sind eine wichtige Informationsquelle zur Zeitgeschichte. Seine Aufzeichnungen im Band 2 zu politischen Gesprächen während der Iwakura-Mission, an der er als einer der vier Vertreter des Fürsten (Daimyō) Iwakura teilnahm, mit den örtlichen Vertretern Japans eine Ergänzung zu Kume Kunitakes fünfbändigen Werkes zur Reise, das für die breitere Öffentlichkeit bestimmt war.

## Nachlass
- Kido, Takayoshi. (1983). The Diary of Kido Takayoshi (Sidney DeVere Brown und Akiko Hirota, Übersetzer). University of Tokyo Press, 1983.
  - Vol. 1 (1868–1871),
  - Vol. 2 (1871–1874),
  - Vol. 3 (1874–1877).